# باول دبليو. ميلر
باول دبليو. ميلر (بالإنجليزية: Paul W. Miller)‏ هو سياسي أمريكي، ولد في 10 أغسطس 1899 في بيتسبرغ في الولايات المتحدة، وتوفي بنفس المكان في 6 أغسطس 1976. حزبياً، نشط في الحزب الديمقراطي. وقد انتخب عضو مجلس نواب بنسيلفانيا.